# Universitatea din Münster
Universitatea din Münster (Westfälische Wilhelms-Universität, scurt WWU) este cu aproximativ 40.500 de studenți și cu 130 de specializări în 15 profiluri una dintre cele mai mari universități germane. A fost numită după Împăratul Wilhelm al Doilea, conducerea și administrația se află în fosta rezidență a episcopului-principe.